# Peresosos gegants

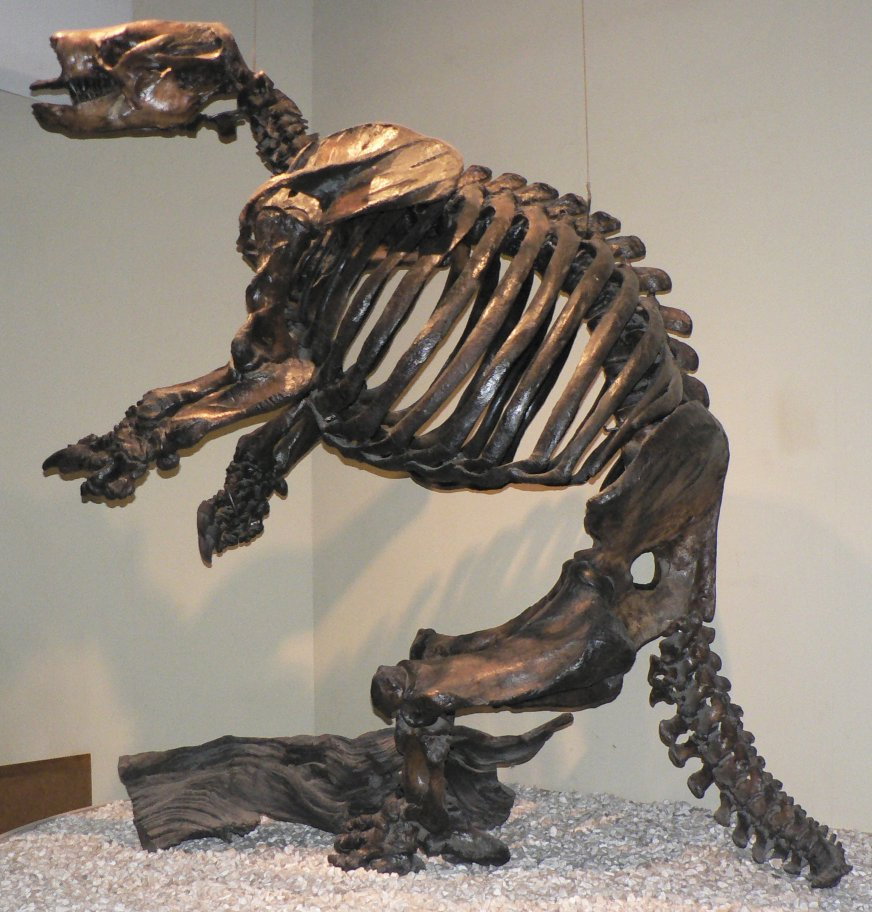
Paramylodon harlani

Els peresosos gegants són un grup divers de peresosos extints del superordre dels xenartres. Els supervivents més recents visqueren a les Antilles, on s'ha suggerit que podrien haver sobreviscut fins a l'any 1500; tanmateix, la data de radiocarboni AMS més recent coneguda és de fa 4.190 anys, calibrada a aproximadament fa 4.700 anys, de Megalocnus (Cuba). S'havien extingit al continent de Nord-amèrica i Sud-amèrica des de feia 10.000 anys o més. A vegades es fa servir el terme «peresós terrestre» per referir-se als peresosos extints a causa de la gran mida de les primeres formes descobertes, en contraposició als «peresosos arborícoles» d'avui en dia. Tanmateix, es tracta d'una convenció històrica i això no significa que tots els peresosos extints fossin terrestres.
Inclou gèneres coneguts, com el megateri o Megalonyx.